# Gare d'Okaya
La gare d'Okaya (岡谷駅, Okaya-eki) est une gare ferroviaire de la ville d'Okaya, dans la préfecture de Nagano au Japon. La gare est exploitée par la compagnie JR East.

## Situation ferroviaire
Okaya est située au point kilométrique (PK) 210,4 de la ligne principale Chūō, à 766,2 m d'altitude.

## Histoire
La gare d'Okaya a été inaugurée le 25 novembre 1905.

## Service des voyageurs

### Accueil
La gare dispose d'un bâtiment voyageurs, avec guichets, ouvert tous les jours.

### Desserte
- Ligne principale Chūō :
  - voies 0, 2 et 3 : direction Tatsuno (interconnexion avec la ligne Iida pour Iida)
  - voie 1 : direction Kobuchizawa, Kōfu et Shinjuku
  - voies 2 et 3 : direction Shiojiri, Matsumoto et Nagano